# 池町信哉
池町 信哉（いけまち しんや、1988年7月13日 - ）は、日本のラグビーレフリー（審判員）、元ラグビー選手。現在関東ラグビー協会B級レフリーを務めている。

## プロフィール
- 兵庫県出身。
- 現役時代のポジションはスクラムハーフ(SH)。
- 身長 182 cm、体重 103 kg
- ニックネームはイケマチ。

## 略歴
西神戸ラグビースクールでラグビーを始めた。
2007年、報徳学園高校卒業後、立命館大学に入学する。なお報徳学園高校時代、副将を務めたことがある。
2010年、立命館大学ラグビー部の主将に就任した。
2011年、立命館大学卒業後、ヤマハ発動機ジュビロに加入。
2012年1月9日に行われたジャパンラグビートップリーグ第9節のパナソニック ワイルドナイツ戦に先発出場で公式戦初出場を果たす。
2019年、ヤマハ発動機ジュビロを退団 後、ニュージーランドのクラブでプレーして現役を引退した。
2021年、静岡ブルーレヴズの主務に就任。1年間務めた。
2022年、レフリーに転向した。